# Petr Esterka
Petr Esterka (14. listopadu 1935, Dolní Bojanovice – 10. srpna 2021, Kalifornie) byl od roku 1999 titulární biskup cefalenský a v letech 1999–2013 pomocný biskup brněnský, pověřený duchovní péčí o české katolíky v cizině. Jeho hlavním světitelem v brněnské katedrále sv. Petra a Pavla byl brněnský diecézní biskup Vojtěch Cikrle. Spolusvětiteli byli olomoucký arcibiskup a moravský metropolita Jan Graubner a arcibiskup Giovanni Coppa, tehdejší apoštolský nuncius v ČR. 9. prosince 2013 bylo oznámeno, že papež František přijal jeho rezignaci (podal ji v r. 2010 po dosažení kanonického věku 75 let). Od té chvíle byl emeritním pomocným biskupem brněnským. V r. 2013 dostal prestižní cenu ministerstva zahraničních věcí Gratias agit za šíření dobrého jména České republiky v zahraničí.

## Život
V roce 1957 uprchl před komunistickým režimem do Rakouska, kde strávil 3 měsíce v uprchlickém táboře. V září 1957 byl přijat ke studiu jako alumnus římského Nepomucena, kde vystudoval filosofii a teologii. Kněžské svěcení z rukou kardinála Traglii přijal 9. března 1963 v bazilice sv. Jana v Lateráně, a to pro brněnskou diecézi. Po získání licenciátu teologie (ThLic.) působil od června 1963 mezi českými krajany v USA, nejdříve v arcidiecézi San Antonio v Texasu. V létě 1967 začal také vyučovat na koleji sv. Kateřiny v Saint Paul v Minnesotě, kde byl od r. 1980 profesorem. Současně s tím v letech 1974 až 1995 působil v americkém letectvu jako vojenský kaplan v záloze, např. na letecké základně v Minneapolis (dosáhl hodnosti podplukovníka).
| „                                                  | Byl jsem v Air Force jako kaplan. Nastoupil jsem během vietnamské války právě proto, aby nedocházelo k vyvražďování civilního obyvatelstva, aby se vojáci mohli s kaplanem poradit. Když docházelo k excesům, právě kaplan byl ten, kdo měl autoritu a věc mohl např. protlačit až k soudu a napomoci tím, aby k takovému jednání již nedocházelo. | “ |
| — Petr Esterka v on-line rozhovoru pro www.vira.cz | |   |

Jeho hlavním pověřením byla péče o české krajany v cizině. Už od r. 1978 začal intenzivně působit mezi českými krajany-katolíky v USA a Kanadě. V r. 1986 byl biskupem Jaroslavem Škarvadou (z Říma řídil Českou duchovní správu o krajany v cizině) jmenován biskupským vikářem pro USA a Kanadu, později i Austrálii. V péči měl i české bohoslovce v exilu, např. nynější královéhradecký biskup Jan Vokál u něj v USA strávil rok své jáhenské praxe (tj. do kněžského svěcení). Jeho biskupské heslo znělo Euntes in mundum universum (česky Jděte do celého světa).
Zemřel v roce 2021. Po posledním rozloučení v pátek 20. srpna v Kalifornii, kde žil, bylo jeho tělo převezeno do ČR. Poté byla na programu zádušní mše v katedrále sv. Petra a Pavla v Brně a též v rodných Dolních Bojanovicích, místě jeho posledního odpočinku.